# Gor Sujyan

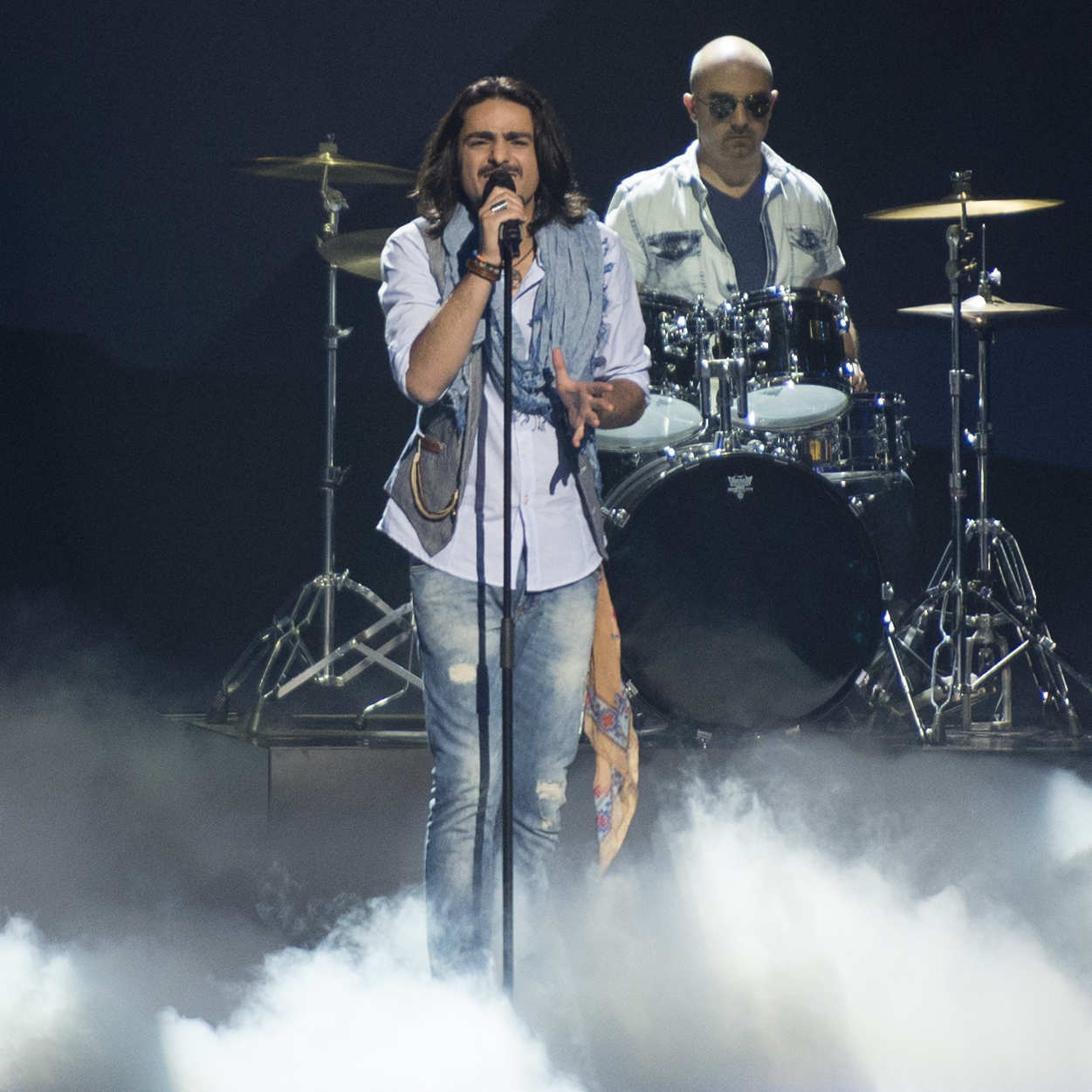
Gor Sujyan (2013)

Gor Sujyan (em arménio: Գոռ Սուջյան, Erevan, Arménia, 25 de Julho de 1987) é um cantor arménio.
Em 2013, foi escolhido para representar a Arménia no Festival Eurovisão da Canção 2013 com a canção "Lonely Planet" (cantado em inglês) composto por Tony Iommi e escrito por Vardan Zadoyan, que concoreu na 2ª semi-final e terminou em 7º lugar com 69 pontos, passando á final, onde terminou em 18º lugar com 41 pontos.

## Prêmios
- 2009 – Best Newcomer (Dorians) Ganhou
- 2010 – Best Male Singer (Gor Sujyan) Ganhou
- 2010 – Best Rock Band of the Year (Dorians) Ganhou
- 2011 – Best Rock Band of the Year (Dorians) Ganhou
- 2011 – Best Video of the Year (Dorians) Ganhou
- 2011 – Best Vocal of the Year (Gor Sujyan) Ganhou
- 2011 – Rock Number One (Dorians) Ganhou
- 2011 – Man Number One (Gor Sujyan) Ganhou

## Televisão
| Ano  | Título                            | Papel  | Notas |
| ---- | --------------------------------- | ------ | ----- |
| 2013 | Festival Eurovisão da Canção 2013 | Cantor |       |